# Cannelle (modella)
Cannelle, pseudonimo di Helena Viranin (Pointe-à-Pitre, 14 ottobre 1959), è un'ex modella, showgirl, cantante, conduttrice televisiva e imprenditrice francese, nota in Italia negli anni ottanta grazie allo spot pubblicitario per le caramelle Morositas.

## Biografia
Cannelle è nata in Pointe-à-Pitre, nell'isola della Guadalupa, nelle Piccole Antille francesi. È una meticcia afro-asiatica: la madre è una caraibica di origine africana e il padre un asiatico di natali indiani. È la sesta di una famiglia di undici fratelli e sorelle. Debutta a 14 anni come animatrice nella trasmissione TV A Vous de Jouer su FR3, e 16 anni viene eletta Miss Plastique.
A 17 anni viene notata da Francis Lopez, che ne intuisce le capacità artistiche e la porta a Parigi dove lavorerà nel suo spettacolo La Perle des Antilles, al teatro de la Renaissance, come protagonista. A 18 anni Cannelle partecipa ad altri spettacoli: Le brasiliane e Coloraro. Nel suo periodo a Parigi, Cannelle incontra e apprende molto da altri artisti come Victor Hupshow (Love inn) e Gerard Wilson (insegnante di danza).
Dopo un periodo in giro per l'Europa, a 25 anni, approda a Milano, dove inizia una carriera di modella e ballerina: partecipa a Popcorn, una trasmissione musicale di Canale 5, e gira spot pubblicitari per Lee Cooper, Brooklyn, Agfa, Sanyo, Aiko, Marzotto e per le caramelle Morositas, che la rende famosa al grande pubblico italiano. Sull'onda di questo successo fonda nel 1985 Kundalia, la prima agenzia italiana di moda, arte e cultura nera, e tre anni più tardi un'agenzia di moda e pubblicità, la Queen Agency. Nel 1987 pubblica il disco Sentimentalement je t'aime, prodotto da Cristiano Malgioglio, per la casa discografica Dischi Ricordi.Con Malgioglio collaborerà per sei anni, finendo per venir coinvolta da questi, con Salvatore Sottile, nello scandalo Vallettopoli, dal quale risultò estranea.
Nel 1992 presenta Vip noche al Telecinco (Spagna) al fianco di Emilio Aragón y Belén Rueda. Nel 1993 presenta, al fianco di Manuel De Peppe, la manifestazione canora Quelli di domani al Teatro Nazionale di Milano, che vede tra gli ospiti: Franco Fasano, Aida Cooper e Antonella Bucci. L'anno successivo conduce il Festival di Sanremo al fianco di Pippo Baudo e Anna Oxa. Abbandonata la vita pubblica nel 2007, ha in seguito acquistato un possedimento appartenuto ad una storica azienda olearia sulle colline di Imperia, per ridare vita a piante secolari addormentate e avvilite producendo inoltre l'olio biologico L'olio di Cannelle.

## Vita privata
È madre di due figlie.

## Filmografia

### Cinema
- Voulez-vous un bébé Nobel?, regia di Robert Pouret (1980)

### Televisione
- A la Jamaïque – film TV (1980)
- Aquile – serie TV (1989)
- Nero come il cuore – film TV (1991)

## Programmi televisivi
- A Vous de Jouer (FR3, 1973)
- Popcorn, regia di Davide Rampello (1983)
- Girofestival 1987 (1987)
- Variété (Teleafrica Gabon, 1989) - conduttrice
- VIP Noche – serie TV Tele 5 España (1992)
- La voglia matta (1993)
- Festival di Sanremo (1994)
- Ruvido Show (1995)
- Sanremo-Vina del Mar, ballando, bailando (1997)

## Discografia parziale

### Album
- 1995 – Dentro di me c'è tanto amore

### Singoli
- 1987 – Sentimentalement je t'aime
- 1992 – Indues
- 1993 – Rose/La vie en rose
- 1993 – Un hombre canta
- 1994 – Dentro Di Me C'è Tanto Amore (Got A Lot Of Love Inside Of Me)
- 1996 – Bambadè

## Libri
- Sorriso d'India.